# Поешево
Поешево (мкд. Поешево) је насеље у Северној Македонији, у јужном делу државе. Појешево припада општини Битољ.

## Географија
Насеље Поешево је смештено у јужном делу Северне Македоније. Од најближег већег града, Битоља, насеље је удаљено 5 km источно.
Поешево се налази у средишњем делу Пелагоније, највеће висоравни Северне Македоније. Насељски атар је равничарски, док се даље, ка југозападу, издиже планина Баба. Источно од села тече Црна река. Надморска висина насеља је приближно 580 метара.
Клима у насељу је умереноконтинентална.

## Становништво
Поешево је према последњем попису из 2021. године имало 196 становника.
| Национални састав према попису из 2021.‍ | Национални састав према попису из 2021.‍ | Национални састав према попису из 2021.‍ | Национални састав према попису из 2021.‍ | Национални састав према попису из 2021.‍ |
| --------------------------------------- | --------------------------------------- | --------------------------------------- | --------------------------------------- | --------------------------------------- |
|                                         |                                         |                                         |                                         |                                         |
| Македонци                               | Македонци                               |                                         | 190                                     | 96,9%                                   |

Већинска вероисповест био је православље.